# Carpinus londoniana
Carpinus londoniana — вид квіткових рослин з родини березових. Поширення: Південно-Центральний і Південно-Східний Китай, Хайнань, Лаос, М'янма, Таїланд, В'єтнам.

## Біоморфологічна характеристика

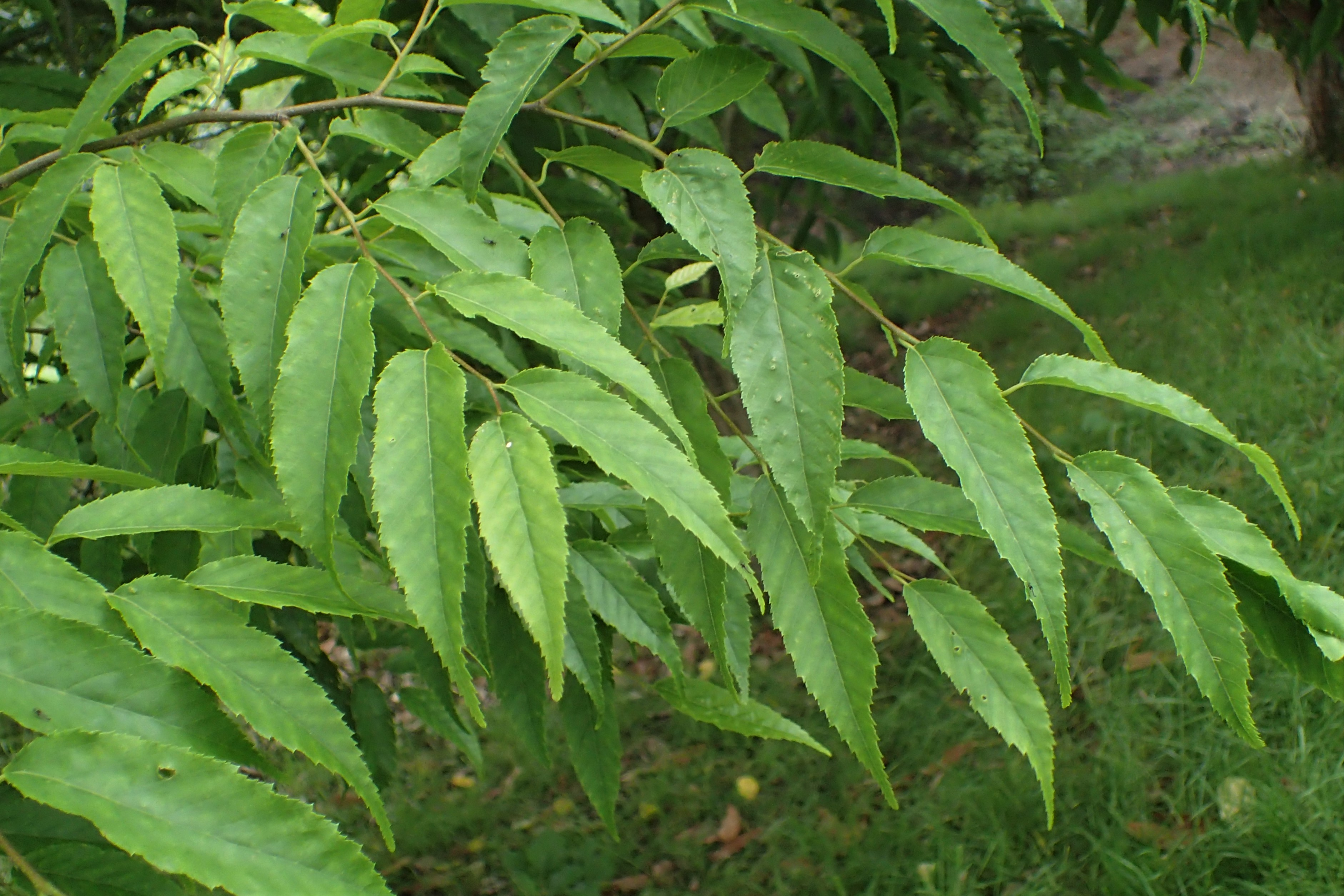
листя

Це дерево 10–13 метрів заввишки; кора темно-сіра або сіро-біла. Гілочки пониклі, чорно-коричневі, густо запушені, ниткоподібно-ворсинчасті. Ніжка листка 4–7 мм, густо запушена. Листкова пластинка еліптично-ланцетна, довгасто-ланцетна, вузьколанцетна, ланцетна або довгаста, 6–12 × 1.7–3.5(5) см, знизу бородчаста в пазухах бічних жилок, зверху гола, основа округло-клиноподібна, клиноподібна або майже закруглена, рідко майже серцеподібна або закруглена, край нерівномірно і подвійно мукронато-пилчастий, рідко надрізано-пилчастий, верхівка загострена, хвостато-загострена або хвостата; бічні жилки 11–13 з кожного боку від середньої жилки. Жіноче суцвіття 8–10 мм. Горішок широкояйцеподібний, 3–4 × 2.5–3.5 мм, зі щільними, коричневими, смолистими залозками та світло-жовтою смолою, чітко ребристий. Цвітіння: квітень — червень, плодіння: липень — вересень.

## Середовище
Населяє ліси на вологих гірських схилах, субтропічні ліси; 300–1800 метрів